# Coco←musika
coco←musika（ココムジカ）は日本の音楽ユニット。

## 概要
沖縄音楽、ブラジル音楽、ポップス、ロック、ジャズ、クラシックなどさまざまな音楽のエッセンスを含む、ジャンルレスでオリジナルな極楽インストゥルメンタル・ミュージックを奏でるユニット。
ユニット名は、「心地よい」「心」といった言葉の一部分であり「ココナッツ」の意味から南国を思わせる「coco」と、「音楽」をあらわす言葉「musika」を合わせた造語。間の「←」は、「音楽が心地よい」とか「音楽がここにある」といったような意味を持たせているとのこと。
レコードレーベル「coco←musika records」を主宰。彼ら自身のアルバムのほか、ギター・デュオ「君と僕」(梶原順と小田原政広による)のアルバムや、平安隆のアルバム(2016年にゲレン大嶋がプロデュース)もリリースしている。

## メンバー
- 梶原順(かじわらじゅん、1961年8月25日 - )ギター、ウクレレ、コーラス[編曲]
- ゲレン大嶋(げれんおおしま、1966年3月23日 - )三線、コーラス作曲

### サポートメンバー
- 川内啓史(ベース)
- 元田優香(パーカッション)
- 目木とーる(ギター)
- 島山信和(ギター)
- 田中倫明(パーカッション)

### 共演したアーティスト
- 山内雄喜(ギター)
- 上新功祐(ヴォーカル)
- 布施尚美(ヴォーカル)2017年3月時点で唯一のオリジナルヴォーカル曲「Ame nochi Hare(雨のち晴れ)」[3]に参加。
- 平安隆(ギター・三線)
- 新垣睦美(三線)

## 略歴
2010年夏に、長年の友人である梶原とゲレン大嶋が結成。10月、初ライヴ。
2011年4月、東日本大震災被災地支援チャリティ・コンピレーション・アルバム『One Heart Japan 2011 vol.1』に「Kacharseeing Cats」で参加。11月、1stアルバム『coco←musika』リリース。
2012年2月、インターネットラジオ局OTTAVAの公開生放送ライヴ番組「OTTAVA foresta」に出演。5月、パリでライヴ。
2014年6月、2ndアルバム『coco ←musika II』をリリース。9月、沖縄ライヴ・ツアー。同月、『La Musique Classique française』をリリース。
2015年10月『coco ←musika III』をリリース。

## ディスコグラフィー
- coco←musika(2011年11月20日)[6][7]
- coco←musika II(2014年6月15日)[8][9]
- La Musique Classique française(2014年9月) - クラシック音楽の楽曲をカバーしたミニアルバム[10]
- coco←musika III(2015年10月25日)[11][12]
- coco←musika Ⅳ(2021年3月23日)　※インターネットラジオ「OTTAVA」のEC祭り(2020年12月12日)で、先行予約販売された。[13][14]
- Ravel Piano Concerto in G Major: II. Adagio assai(2025年4月18日)　※デジタルシングル[15]

### 映像ソフト
- DVD『coco←musika Live』(2021年6月) - 公式ショップのみにて販売[16]

## ライヴ

### 2010年
- 初ライヴ(10月23日、たまプラーザ・シルバーウイングス)[17]
- 無印良品×OTTAVA salon ajima vol.7 南の島のクリスマス〜coco←musika Chrismas Live〜(12月13日、Cafe&Meal MUJI新宿)[18]

### 2011年
- 新春！ガイアシンフォニー Presents 音で奏でる地球交響曲ライブ(1月2日、東京都写真美術館ホール)[19]
- 東日本大震災被災地支援チャリティー・ライヴ(4月10日、シルバーウイングス)
- ライヴ(5月21日、シルバーウイングス)
- 無印良品×OTTAVA salon ajima coco←musika チャリティ・ライヴ(6月24日、Cafe&Meal MUJI新宿)[18]
- J-WAVEサマー・パーティー(7月7日、六本木ヒルズアリーナ)
- ライヴ(9月16日、シルバーウイングス)
- 東北ほっとプロジェクトを応援するチャリティ・ライヴ(11月20日、シルバーウイングス)
- 東北ほっとプロジェクトを応援するチャリティ・ライヴ(12月3日、シルバーウイングス)
- 無印良品×OTTAVA salon ajima vol.8 Found MUJI青山オープン記念 南の島のクリスマス2011〜coco←musika Live〜(12月19日、Cafe&Meal MUJI南青山)[18]

### 2012年
- 被災地フリー・ライヴ(1月14日：宮城県七ヶ浜町・七ヶ浜国際村、15日：石巻市・YOUコミュニティセンター)[20][21][22]
- 公開生放送ライヴ番組「OTTAVA foresta」(2月19日、YOTSUBAKO no MORI)
- ライヴ(3月10日、シルバーウイングス)
- coco←musika ライヴ・イン・パリ(5月22日、MUJI FRANCS BOURGEOIS)[23]
- フリー・ライヴ(6月3日、たまプラーザ駅前フェスティバルコート)
- ライヴ(9月9日、シルバーウイングス)
- FM Salus10周年記念イベントでミニ・ライヴ(10月8日、たまプラーザ駅前フェスティバルコート)

### 2013年
- coco←musika presents 真冬の音の南風 with special guest 山内雄喜(1月31日、横浜西口・サムズアップ)
- coco←musika presents 音の南風 with special guest 上新功祐(3月2日、西麻布・音楽実験室 新世界)[24]
- coco←musika live@Lagoon(5月26日、横浜・センター北・Lagoon)

### 2014年
- 「OTTAVA　presents 無印良品渋谷西武 プレスツアー 〜OTTAVA＆TBSスタジオ見学付き〜」でミニ・ライヴ(2月2日、TBS内・J Club)[25]
- coco←musika Ⅱ リリース・ライヴ(6月22日、中目黒トライ)
- coco←musika Live@CanColor cafe(8月30日、新宿区榎町・CanColor cafe)
- 沖縄ライヴ・ツアー(9月9日：北谷・Dining Bar JANOSZ、10日：久茂地・Music Cafe Kumoji、11日：首里・アルテ崎山)[26]
- hasamu presents“Hamburgers & Music”vol.1 coco←musika Live(9月27日、横浜本牧・Hamburger+cafe hasamu)
- FMヨコハマ「沖縄チャンプルーカーニバル」(10月18日、みなとみらい・クイーンズ)
- ライヴ(10月19日、静岡県三島市・afterBeat)
- OTTAVA「第2の開局記念」ガラ・コンサート〜クラシック・モダン・ナイト(11月7日、めぐろパーシモンホール)[27]
- coco←musika Live@CanColor cafe(11月9日、新宿区榎町・CanColor cafe)
- 金沢〜浜松ミニ・ツアー(12月7日：石川県金沢市・もっきりや、8日：静岡県浜松市・ハーミットドルフィン)

### 2015年
- coco←musika Live@CanColor cafe(1月25日、新宿区榎町・CanColor cafe)
- coco←musika Live“音の南風”@PRAÇA11(2月27日、青山・プラッサオンゼ)
- OTTAVA Listener's Party〜Salon Paraiso Vol.1〜“coco←musika Live”(6月7日、中目黒トライ)[28]
- 君と僕 & coco←musika(8月23日、広島市・Cafe&Jazz SpeakLow)
- 梶原順アコースティックライブ(8月25日、京都市・AKKUN'S)
- coco←musika Live“音の南風”@PRAÇA11(9月18日、青山・プラッサオンゼ)
- Classic Modern!　～OTTAVA records Showcase(9月25日、品川区五反田文化センター音楽ホール)[29]
- coco←musika Live@CanColor cafe(11月7日、新宿区榎町・CanColor cafe)

### 2016年
- coco←musika Live@CanColor cafe(4月2日、新宿区榎町・CanColor cafe)
- coco←musika Live@中目黒トライ(5月7日、中目黒トライ)[30]
- coco←musika Live@PRAÇA11(6月17日、青山・プラッサオンゼ)

### 2017年
- 平安隆～キャリア50年 & ニュー・アルバム『悠』リリース記念ライヴ Vol.1～ supported by coco←musika featuring 新垣睦美(3月11日、神保町楽屋)
- coco←musika Live@CanColor cafe(7月2日、新宿区榎町・CanColor cafe)
- 平安隆～キャリア50年 & ニュー・アルバム『悠』リリース記念ライヴ Vol.2～ supported by coco←musika(8月19日、新宿区榎町・CanColor cafe)
- スキヤキ・ミーツ・ザ・ワールド 2017(8月25日、富山県南砺市・福野文化創造センターヘリオス) - 「平安隆 with coco←musika」として
- coco←musika 結成7周年記念ライヴ@中目黒トライ(9月15日、中目黒トライ)　※サポート：田中倫明(perc)・目木とーる(g)・川内啓史(b)／ゲスト：平安隆(唄、三線)・じゅんじゅん(お囃子)
- FMサルース15周年記念イベント(11月25日、たまプラーザテラスゲートプラザ)[31]
- coco←musika Live@CanColor cafe（12月3日、新宿区榎町・CanColor cafe)[32]
- OTTAVA presents Cristmas Special Live（12月15日、品川区・天王洲キャナルサイド・寺田倉庫TMMT(当時)）[33][34][35]

### 2018年
- 梶原順 Trio + ゲレン大嶋 ライヴ@三島アフタービート(1月13日、静岡県三島市本町・afterBeat）※ココムジカ名義ではないが、ライブ前半をココムジカ＋梶原順トリオの川内啓史（ベース）小笠原拓海（ドラム）の4人で、ココムジカの曲を演奏した。[36][37]
- coco←musika ライヴ@神保町 楽屋 （2月11日、千代田区神田神保町)※サポート:目木とーる（ギター）[38][39]
- coco←musika Live @Melody Line Vol.1 （3月29日、Melody Line 港区芝公園 ザ・プリンス パークタワー東京)※サポート:田中倫明（パーカッション）目木とーる（ギター）川内啓史（ベース）[40]
- coco←musika Live @Melody Line Vol.2 （8月11日、Melody Line 港区芝公園 ザ・プリンス パークタワー東京)※サポート:田中倫明（パーカッション）宮崎大介（ギター）川内啓史（ベース）[41][42][43][44]
- OTTAVA本社移転記念ライブ「OTTAVA x KIWA TENNOZ presents "TENNOZ CANAL FES 2018 SUMMER" Celebration! 」(8月5日、KIWA TENNOZ 品川区東品川)※サポート:田中倫明（パーカッション）宮崎大介（ギター）山本連（ベース）で、タクシー・サウダージ、ジョアン・リラ with 高田泰久と共に出演。併せて、「天王洲キャナルフェス 2018 夏」の船上(T−LOTUS M)ライブにも参加。[45][46][47][48]
- 平安隆＆coco←musika Live@CanColor cafe(11月4日、新宿区榎町・CanColor cafe)※サポート:宮崎大介(ギター)[49]

### 2019年
- coco←musika 三線の日イヴ Live @PRACA11（3月3日、港区北青山・プラッサオンゼ) ※サポート:宮崎大介（ギター）[50][51][52]
- ココムジカ × マルセロ木村 コラボ・ライヴ @PRACA11（6月16日、港区北青山・プラッサオンゼ) ※共演:マルセロ木村（ギター、ヴォーカル）、コモブチキイチロウ（ベース）[53]
- coco←musika Live@天王洲キャナルフェス2019夏～水辺の音楽祭（7月12日、TENNOZキャナルサイド 品川区東品川) ※サポート:田中倫明（パーカッション）目木とーる（ギター）川内啓史（ベース）[54][55][56]
- coco←musika Live@CanColor cafe（8月4日、新宿区榎町・CanColor cafe）※スペシャル・ゲスト:オーボエ奏者tomoca/サポート:目木とーる（ギター）[57][58][59]
- ココムジカ×マルセロ木村×コモブチキイチロウ コラボ・ライヴ@青山プラッサオンゼ（10月28日、港区北青山・プラッサオンゼ) ※共演:マルセロ木村（ギター、ヴォーカル）、コモブチキイチロウ（ベース）[60][61][62][63][64]
- ココムジカ 首里城再建 チャリティー・ライヴ@CanColor cafe（12月8日、新宿区榎町・CanColor cafe）※サポート:田中倫明（パーカッション）目木とーる（ギター）川内啓史（ベース）[65][66][67]

### 2020年
- 天王洲キャナルフェス2020秋 ～CANAL ART MOMENT SHINAGAWA 2020～（10月10日、配信イベント）※サポート:田中倫明（パーカッション）目木とーる（ギター）川内啓史（ベース）[68] ※このライブは初のDVD作品として、2021年6月にリリースされた。[69]

### 2021年
- 還暦記念スペシャル！梶原順 Live@RAG 3days DAY3：coco←musika（8月29日、京都・Live Spot RAG（同時配信もあり））※サポート:目木とーる（ギター）川内啓史（ベース）[70][71]
- coco←musika 『coco←musika IV』 リリース・ライヴ Vol.1（11月21日開催、新宿区榎町・CanColor cafe）※サポート:目木とーる（ギター）川内啓史（ベース）※久々にトーク長めのライブ。[72][73]

### 2022年
- coco←musika 『coco←musika IV』 リリース・ライヴ Vol.2（2月20日開催、新宿区榎町・CanColor cafe）※サポート:田中倫明（パーカッション）目木とーる（ギター）川内啓史（ベース）[74][75][76]

### 2023年
- ライヴ（4月4日、中目黒・楽屋）
- ジュスとのジョイント・ライヴ（10月9日、中目黒・楽屋）[77]